# Fondation pour la responsabilité universelle
La fondation pour la responsabilité universelle (en anglais Foundation for Universal Responsibility of His Holiness the Dalai Lama) est une organisation à but non lucratif, non sectaire et non confessionnelle, fondée avec les financements du prix Nobel de la paix décerné en 1989 au dalaï-lama. Elle rassemble des hommes et des femmes dans l'esprit de la Charte des Nations unies et vise des objectifs universels au-delà de considération d'appartenance nationale ou politique.
Elle est basée à New Delhi en Inde.
Rajiv Mehrotra en est le secrétaire.

## Histoire
Le dalaï-lama, qui a donné la totalité de l'argent associé à la réception du prix Nobel de la paix à des organisations caritatives internationales, en a utilisé une partie pour créer la Fondation pour la responsabilité universelle en novembre 1990, une organisation à but non lucratif, non sectaire et non-religieuse, dédiée à l'appel du dalaï-lama pour la responsabilité universelle et dirigée par Rajiv Mehrotra.

## Objectifs
Les objectifs de la fondation pour la responsabilité sont de promouvoir : 
- la responsabilité universelle en respectant les différences et encourageants la diversité de croyances[3].
- une éthique de non-violence, de coexistence, d'égalité entre les hommes et les femmes et de paix[4].
- des modèles éducatifs utilisant le potentiel de transformation de l'esprit humain[5].

Le dalaï-lama a exposé le but de la fondation comme suit : « Cette fondation mettra en œuvre des projets conformes aux principes du bouddhisme tibétain au bénéfice des peuples du monde entier, en se concentrant particulièrement sur l'assistance aux méthodes non-violentes, sur l'amélioration de la communication entre la religion et la science, sur la garantie des droits de l'homme et des libertés démocratiques, ainsi que sur la conservation et la restauration de notre précieuse Terre Mère. ».

## Conseil d'administration
- Le dalaï-lama[7]
- Tenzin Choegyal (aka Tendzin Choegyal)
- Tenzin Geyche Tethong
- Tempa Tsering
- Ngodup Dongchung (ex officio)
- Rajiv Mehrotra (secretaire)
- Chhime Rigzing Chhoekyapa
- Geshe Lhakdor
- Tsering Dhundup

## Activités

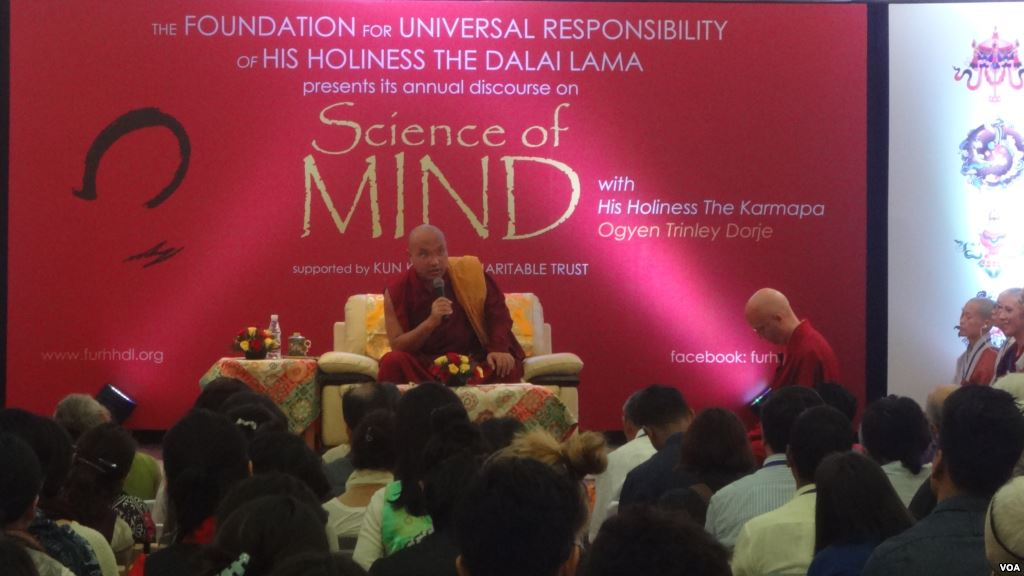
Le karmapa donne un enseignement de deux jours en novembre 2015 à New Delhi organisé conjointement par la « Fondation pour la responsabilité universelle » et le « Kun Kyong Charitable Trust of Gyalwa Karmapa ».

La fondation octroie des bourses et met en place des partenariats éducatifs de futurs dirigeants. Elle crée des supports médiatiques et des matériels éducatifs.
La fondation parraine un enseignement du dalaï-lama donné annuellement à New Delhi pour les Indiens, et d'autres événements soutenant ses initiatives éthiques en Inde.
Women in Security, Conflict Management and Peace (WISCOMP) est une initiative de la Fondation. WISCOMP mène également des initiatives de consolidation de la paix au Jammu-et-Cachemire , ainsi qu'entre l'Inde et le Pakistan,.
D'autres programmes incluent la production de livres et de films et des événements tels que des pèlerinages et des festivals de films. L'organisation s'associe également au Centre pour la recherche et l'éducation sur la compassion et l'altruisme de l'université Stanford, le Centre du dalaï-lama pour l'éthique et la transformation des valeurs humaines au MIT , le Centre du dalaï-lama pour la paix et l'éducation et la Dalai Lama Foundation.
La fondation est une des institutions organisatrices d'un enseignement du dalaï-lama durant 3 jours en juin 2012 sur les étapes intermédiaires de la méditation de Kamalashila pour le public indien de  6 000 personnes au temple Tsuglakhang à Dharamsala. 
La Fondation pour la responsabilité universelle est une des 230 associations ayant demandé la démission de Michelle Bachelet et à l'ONU de ne pas renouveler son mandat à la suite du « blanchiment d'image qu'elle a fait sur les atrocités du gouvernement chinois lors de son voyage » en Chine en 2022.

## Critiques
L'universitaire Lukasz Swiatek suggère que la fondation fait partie d'un effort plus large des lauréats du prix Nobel de la paix visant à exercer un « soft power » pour soutenir leurs missions. La crédibilité du dalaï-lama lui-même s’en trouve renforcée. Swiatek affirme cependant que ces efforts vont souvent au-delà de l’intention initiale de leurs fondateurs. WISCOMP, par exemple, a marqué une rupture avec les principes bouddhistes en utilisant des « pédagogies innovantes et expérientielles ».